# ケビン・クラーク
ケビン・クラーク（Kevin Clark 1964年6月8日- ）は、カリフォルニア州サクラメント出身のアメリカンフットボール選手。NFLのデンバー・ブロンコスで1987年から1991年まで4シーズンプレーした。ポジションはディフェンシブバック、リターナー。

## 経歴
15歳の時に母親が亡くなり、大学3年次に父親も亡くした。
サンノゼ州立大学時代、ジョン・エルウェイの父親、ジャック・エルウェイの下でプレーした。第12回ジャパンボウルのメンバーに選ばれ、ハイズマン賞受賞QBのビニー・テスタバーディから2インターセプト、マイク・シュラから1インターセプトを奪い、その試合の最優秀ディフェンシブバックに選ばれた。
1987年のNFLドラフトでは指名されず、デンバー・ブロンコスのトライアウトを受けた。ディフェンスコーディネーター、ジョー・コリエルの複雑なスキームの修得に苦しみ、最終ロースターカットで解雇された。
大学時代経営学を学び、自動車の好きだった彼は、ロサンゼルスでポルシェ、BMW、アウディのセールスマンとなった。
同年のストライキ中、エルウェイがエースQBを務めるデンバー・ブロンコスで代替選手としてプレー、1試合目のヒューストン・オイラーズ戦では苦しんだが、2戦目のロサンゼルス・レイダース戦の最初のシリーズでプロ初インターセプトをあげた。ストライキが終了後もロースターに残り、第22回スーパーボウル出場を果たした。
1990年はリターンTDこそなかったものの、サンディエゴ・チャージャーズ戦で75ヤード、ミネソタ・バイキングス戦で63ヤードをリターンするなど、キックオフリターンでNFLトップの25.3ヤードをあげた。またパントリターンでもAFC6位の7.6ヤードをリターンした。
ブロンコス時代のチームメート、タイロン・ブラクストンとKRSK Truckingという会社を経営している。